# 242 Крімгільда
242 Крімгільда (тимчасове позначення астероїда: 242 Kriemhild) — астероїд головного поясу, відкритий австрійським астрономом Йоганом Палізою 22 вересня 1884 р. у Відні і названий на честь Крімгільди, міфічної германської царівни, Моріцом фон Куффнером, віденським промисловцем і спонсором астрономії.
Фотометричні спостереження цього астероїда в обсерваторії Оклі в Терре-Гаут, штат Індіана, протягом 2006 року дали криву світла з періодом 4,558 ± 0,003 години та варіацією яскравості 0,15 ± 0,02 за величиною. 

## Зовнішні посилання
- Світлокрива ділянка 242 Kriemhild [Архівовано 10 липня 2021 у Wayback Machine.], Обсерваторія Палмер Діві, Б. Д. Ворнер (2004)
- База даних астероїда Lightcurve (LCDB) [Архівовано 10 грудня 2017 у Wayback Machine.], форма запиту ( інформація [Архівовано 16 грудня 2017 у Wayback Machine.] )
- Словник назв малих планет, книги Google
- Криві обертання астероїдів і комет, CdR [Архівовано 29 липня 2016 у Wayback Machine.] - Обсерваторія де Женев, Рауль Беренд
- Обставини відкриття: Пронумеровані Малі планети (1) - (5000) [Архівовано 29 лютого 2012 у WebCite] - Центр малих планет